# Вишневецкое
Вишневецкое (укр. Вишневецьке, до 2016 года — Фрунзе) — посёлок, Старовишневецкий сельский совет, Синельниковский район, Днепропетровская область, Украина.
До 2016 года село носило название Фрунзе.
Код КОАТУУ — 1224888206. Население по переписи 2001 года составляло 232 человека.

## Географическое положение
Посёлок Вишневецкое находится на левом берегу реки Нижняя Терса, выше по течению на расстоянии в 0,5 км расположено село Катражка, ниже по течению на расстоянии в 2,5 км расположено село Старовишневецкое.
По посёлку протекает пересыхающий ручей с запрудой. Рядом проходит железная дорога, станция Вишневецкое.